# کت آدامز
کت آدامز (انگلیسی: Catte Adams) یک خواننده زن اهل ایالات متحده آمریکا است. وی در آلبوم احترام یانی به عنوان خواننده حضور داشته است.